# Anthaxia tacita
Anthaxia tacita es una especie de escarabajo del género Anthaxia, familia Buprestidae. Fue descrita científicamente por Kerremans en 1913.

## Distribución
Habita en el Neártico, Neotrópico, región indomalaya, Paleártico y región afrotropical.